# 月見台 (横浜市)
月見台（つきみだい）は、神奈川県横浜市保土ケ谷区の地名。「丁目」の設定のない単独町名である。住居表示実施済区域。

## 地理
保土ケ谷区の南東部に位置している。面積は0.231km²。

### 地価
住宅地の地価は、2025年（令和7年）1月1日の公示地価によれば、月見台44-41の地点で23万2000円/m²となっている。

## 歴史

### 町名の由来
瑞祥地名（好字）から採られた。

### 沿革
- 1940年（昭和15年）11月1日 - 神戸上町字月見台、字紅葉坂、神戸下町字富士見坂、星川町、帷子町、保土ケ谷町の各一部から新設される[7][8]。
- 1992年（平成4年）10月19日 - 住居表示実施[7][9]。

## 世帯数と人口
2025年（令和7年）6月30日現在（横浜市発表）の世帯数と人口は以下の通りである。
| 町丁   | 世帯数    | 人口    |
| ------ | --------- | ------- |
| 月見台 | 1,475世帯 | 2,737人 |

### 人口の変遷
国勢調査による人口の推移。
| 年                 | 人口  |
| ------------------ | ----- |
| 1995年（平成7年）  | 2,711 |
| 2000年（平成12年） | 2,663 |
| 2005年（平成17年） | 2,645 |
| 2010年（平成22年） | 2,623 |
| 2015年（平成27年） | 2,653 |
| 2020年（令和2年）  | 2,826 |

### 世帯数の変遷
国勢調査による世帯数の推移。
| 年                 | 世帯数 |
| ------------------ | ------ |
| 1995年（平成7年）  | 1,108  |
| 2000年（平成12年） | 1,074  |
| 2005年（平成17年） | 1,104  |
| 2010年（平成22年） | 1,154  |
| 2015年（平成27年） | 1,229  |
| 2020年（令和2年）  | 1,419  |

## 学区
市立小・中学校に通う場合、学区は以下の通りとなる（2024年11月時点）。
| 番・番地等 | 小学校                 | 中学校             |
| --- | ---------------------- | ------------------ |
| 1番〜7番14号、7番28号 10番7〜22・30〜38号 21番1〜7・14〜20号 22番3〜36・40〜53号 23番〜29番20号 33番1〜11・16〜18号 34〜42番        | 横浜市立保土ケ谷小学校 | 横浜市立岩崎中学校 |
| 7番15〜27号 7番29号〜10番6号 10番23〜29・39〜42号 11〜20番、21番8〜13号 22番1・2・37〜39号 29番21号、30〜32番 33番12〜15号 43〜52番 | 横浜市立桜台小学校     | 横浜市立岩崎中学校 |

## 事業所
2021年（令和3年）現在の経済センサス調査による事業所数と従業員数は以下の通りである。
| 町丁   | 事業所数 | 従業員数 |
| ------ | -------- | -------- |
| 月見台 | 27事業所 | 118人    |

### 事業者数の変遷
経済センサスによる事業所数の推移。
| 年                 | 事業者数 |
| ------------------ | -------- |
| 2016年（平成28年） | 19       |
| 2021年（令和3年）  | 27       |

### 従業員数の変遷
経済センサスによる従業員数の推移。
| 年                 | 従業員数 |
| ------------------ | -------- |
| 2016年（平成28年） | 93       |
| 2021年（令和3年）  | 118      |

## 施設
- 遍照寺

## その他

### 日本郵便
- 郵便番号 : 240-0012[3]（集配局：保土ヶ谷郵便局[19]）

### 警察
町内の警察の管轄区域は以下の通りである。
| 番・番地等 | 警察署         | 交番・駐在所 |
| ---------- | -------------- | ------------ |
| 全域       | 保土ケ谷警察署 | 岩間町交番   |